# Ceriana (geslacht)
Ceriana is een vliegengeslacht uit de familie van de zweefvliegen (Syrphidae).

## Soorten
- C. abbreviata (Loew, 1864)
- C. conopsoides (Linnaeus, 1758)
- C. mime (Hull, 1935)
- C. pictula (Loew, 1853)
- C. snowi (Adams, 1904)
- C. tridens (Loew, 1872)
- C. vespiformis (Latreille, 1804)